# حمود بن عبيد بن علي الرشيد
الأمير حمود العبيد العلي الرشيد الجعفري الشمري، ابن الأمير عبيد الرشيد الذي أسس مع أخيه عبد الله دولة شمر لأمارة آل رشيد في حائل والجزيرة العربية. ساند الأمير محمد العبد الله الرشيد في الحكم وكان ساعده الأيمن، والدته الأميرة عبطاء بنت هندي القويعي.

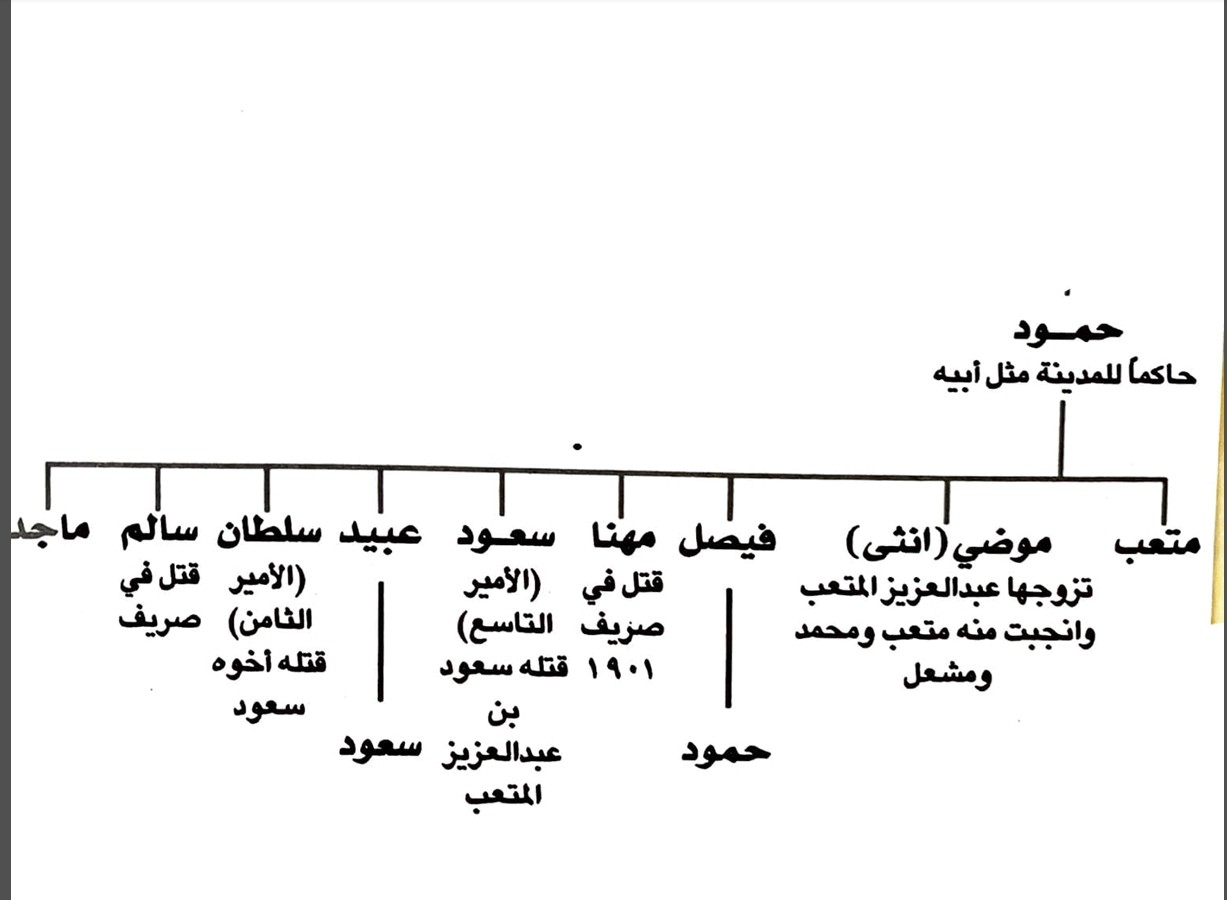
شجرة نسب الأمير حمود العبيد الرشيد من كناب عرب الصحراء